# Perigonica eldana
Perigonica eldana är en fjärilsart som beskrevs av Smith 1911. Perigonica eldana ingår i släktet Perigonica och familjen nattflyn. Inga underarter finns listade i Catalogue of Life.